# Unleashed (chanson)
Pour les articles homonymes, voir Unleashed.
Singles de Epica
Chasing the Dragon
(2008) Martyr of the Free Word
(2009)
Unleashed est une chanson du groupe de Metal symphonique, Epica. Elle figure en n°3 sur leur album Design Your Universe, entre le titre Resign To Surrender ~ A New Age Dawns Part IV n°2 & le titre Martyr of the Free World n°4. 
Unleaeshed fait partie des singles de Design Your Universe, sorti le 25 septembre 2009. Son clip dure, tout comme le titre, 5 minutes 48 secondes.

## Composition du groupe
- Simone Simons - chants
- Mark Jansen - guitare rythmique,  grunt, screams
- Isaac Delahaye - guitare solo
- Yves Huts - basse
- Coen Janssen - synthétiseurs
- Ariën van Weesenbeek - batterie, grunts